# Cavese 1919 2018-2019
Questa voce raccoglie le informazioni riguardanti la Cavese 1919 nelle competizioni ufficiali della stagione 2018-2019.

## Stagione
Nella stagione 2018-2019 la Cavese disputa il girone C del campionato di Serie C, raccoglie 47 punti con l'undicesimo posto finale. Allenata da Giacomo Modica ottiene 25 punti nel girone di andata e 22 nel girone di ritorno, sfiorando la partecipazione ai Play-off, in quanto con gli stessi 47 punti il Rende, in vantaggio negli scontri diretti, vi partecipa. Nella Coppa Italia di Serie C la squadra biancoblù disputa il girone I di qualificazione, che ha promosso il Catanzaro.

## Divise e sponsor
La divisa della Cavese è composta dalla maglia biancoblù, con calzoncini bianchi e calzettoni blù. Lo sponsor tecnico per la stagione 2018-2019 è Givova. Lo sponsor ufficiale è Jomi. 
| Casa | Trasferta |

## Rosa
| N. |                      | Ruolo | Calciatore                 |
| -- | -------------------- | ----- | -------------------------- |
| 1  | Italia (bandiera)    | P     | Alessandro Vono            |
| 2  | Spagna (bandiera)    | D     | Rubén Palomeque            |
| 3  | Italia (bandiera)    | D     | Amedeo Silvestri           |
| 4  | Italia (bandiera)    | C     | Andrea Migliorini          |
| 5  | Italia (bandiera)    | D     | Marco Manetta              |
| 7  | Svizzera (bandiera)  | A     | Marco Rosafio              |
| 8  | Italia (bandiera)    | C     | Francesco Favasuli         |
| 9  | Italia (bandiera)    | A     | Jacopo Sciamanna           |
| 10 | Italia (bandiera)    | A     | Claudio De Rosa (capitano) |
| 11 | Italia (bandiera)    | C     | Giuseppe Fella             |
| 12 | Italia (bandiera)    | P     | Luca Bisogno               |
| 13 | Italia (bandiera)    | D     | Loris Bacchetti            |
| 14 | Italia (bandiera)    | C     | Giorgio Tumbarello         |
| 15 | Italia (bandiera)    | C     | Gioele Mincione            |
| 16 | Italia (bandiera)    | C     | Santo Buda                 |
| 17 | Italia (bandiera)    | C     | Gaetano Logoluso           |
| 18 | Nicaragua (bandiera) | A     | Kayro Flores Heatley       |
| 19 | Italia (bandiera)    | D     | Rosario Licata             |

| N. |                    | Ruolo | Calciatore              |
| -- | ------------------ | ----- | ----------------------- |
| 20 | Italia (bandiera)  | C     | Domenico Bettini        |
| 21 | Italia (bandiera)  | C     | Pablo Landri            |
| 22 | Italia (bandiera)  | P     | Giuseppe De Brasi       |
| 23 | Italia (bandiera)  | D     | Francesco Bruno         |
| 24 | Italia (bandiera)  | A     | Vincenzo Agate          |
| 25 | Francia (bandiera) | A     | Imad Zmimer             |
| 26 | Italia (bandiera)  | A     | Leonardo Di Fazio       |
| 27 | Francia (bandiera) | D     | Yvan Inzoudine          |
| 27 | Italia (bandiera)  | C     | Cosimo La Ferrara       |
| 28 | Italia (bandiera)  | A     | Christian Nunziante     |
| 29 | Italia (bandiera)  | D     | Damiano Lia             |
| 30 | Italia (bandiera)  | A     | Daniele Dibari          |
| 31 | Italia (bandiera)  | C     | Mario Pugliese          |
| 34 | Italia (bandiera)  | C     | Marco Castagna          |
| 35 | Italia (bandiera)  | D     | Marco Ferrara           |
| 36 | Italia (bandiera)  | A     | Andrea Magrassi         |
| 37 | Italia (bandiera)  | D     | Lorenzo Filippini       |
| 38 | Spagna (bandiera)  | A     | Miguel Ángel Sainz-Maza |

## Calciomercato

### Sessione estiva(dal 01/07 al 31/08)
| Acquisti | Acquisti             | Acquisti          | Acquisti   |
| R.       | Nome                 | da                | Modalità   |
| -------- | -------------------- | ----------------- | ---------- |
| P        | Giuseppe De Brasi    | Rende             | svincolato |
| P        | Alessandro Vono      | Akragas           | svincolato |
| D        | Francesco Bruno      | Messina           | svincolato |
| D        | Yvan Inzoudine       | Messina           | svincolato |
| D        | Damiano Lia          | Messina           | svincolato |
| D        | Rosario Licata       | Mazara            | svincolato |
| D        | Marco Manetta        | Messina           | svincolato |
| D        | Rubén Palomeque      | Linares Deportivo | svincolato |
| D        | Amedeo Silvestri     | Troina            | svincolato |
| C        | Domenico Bettini     | Messina           | svincolato |
| C        | Santo Buda           | Vibonese          | svincolato |
| C        | Leonardo Di Fazio    | Anzio             | svincolato |
| C        | Andrea Migliorini    | Messina           | svincolato |
| C        | Giorgio Tumbarello   | Licata            | svincolato |
| A        | Vincenzo Agate       | Licata            | svincolato |
| A        | Kayro Flores Heatley | Südtirol          | definitivo |
| A        | Marco Rosafio        | Messina           | svincolato |
| A        | Jacopo Sciamanna     | Reggina           | svincolato |
| A        | Imad Zmimer          |                   | svincolato |

| Cessioni | Cessioni            | Cessioni  | Cessioni      |
| R.       | Nome                | a         | Modalità      |
| -------- | ------------------- | --------- | ------------- |
| D        | Giulio Carotenuto   | Paganese  | fine prestito |
| D        | Malick Lame         | Bisceglie | fine prestito |
| D        | Salvatore Santeramo | Matelica  | svincolato    |
| C        | Gaetano Iannini     |           | svincolato    |
| C        | Stefano Manzo       | Taranto   | svincolato    |
| C        | Emiliano Massimo    | Taranto   | svincolato    |
| C        | Fatjon Turmalaj     | Bisceglie | fine prestito |
| A        | Gianluca De Angelis | Sorrento  | svincolato    |
| A        | Antonio Martiniello | Olbia     | svincolato    |
| A        | Fabio Oggiano       | Taranto   | svincolato    |
| A        | Pietro Tripoli      |           | svincolato    |

### Sessione invernale(dal 03/01 al 31/01)
| Acquisti | Acquisti                | Acquisti       | Acquisti   |
| R.       | Nome                    | da             | Modalità   |
| -------- | ----------------------- | -------------- | ---------- |
| D        | Marco Ferrara           | Casertana      | definitivo |
| D        | Lorenzo Filippini       | Lazio          | prestito   |
| C        | Marco Castagna          | Lucchese       | definitivo |
| C        | Cosimo La Ferrara       | Rieti          | definitivo |
| C        | Mario Pugliese          | Atalanta       | prestito   |
| A        | Andrea Magrassi         | Ravenna        | prestito   |
| A        | Miguel Ángel Sainz-Maza | Sicula Leonzio | definitivo |

| Cessioni | Cessioni       | Cessioni | Cessioni   |
| R.       | Nome           | a        | Modalità   |
| -------- | -------------- | -------- | ---------- |
| D        | Yvan Inzoudine |          | svincolato |
| A        | Imad Zmimer    | Savoia   | prestito   |

### Operazioni successive alla sessione invernale
| Acquisti | Acquisti     | Acquisti | Acquisti   |
| R.       | Nome         | da       | Modalità   |
| -------- | ------------ | -------- | ---------- |
| A        | Tyrone Ofori |          | svincolato |

| Cessioni | Cessioni | Cessioni | Cessioni |
| R.       | Nome     | a        | Modalità |
| -------- | -------- | -------- | -------- |

## Risultati

### Serie C

#### Girone d'andata
| Arbitro: | Ayroldi (Molfetta) |

|                                                  |           |               |
| Lorenzini 32’ Pasqualoni 47’ Castaldo 50’ (rig.) | Marcatori | 13’ Sciamanna |

| Arbitro: | Fontani (Siena) |

|               |           |  |
| Sciamanna 62’ | Marcatori |  |

| 25 settembre 2018 Turno di riposo Francavilla |  | – |  |  |

| Rieti 29 settembre 2018, ore 14:30 CEST 4ª giornata | Rieti             | 0 – 0 referto | Cavese | Stadio Centro d'Italia-Manlio Scopigno (0 spett.)\| Arbitro: \| D. Miele (Torino) \| |
| Arbitro:                                            | D. Miele (Torino) |               |        |                                                                                      |

| Cava de' Tirreni 6 ottobre 2018, ore 16:30 CEST 5ª giornata | Cavese            | 0 – 0 referto | Sicula Leonzio | Stadio Simonetta Lamberti (1 227 spett.)\| Arbitro: \| Tremolada (Monza) \| |
| Arbitro:                                                    | Tremolada (Monza) |               |                |                                                                             |

| Arbitro: | Luciani (Roma) |

|                           |           |  |
| Camilleri 30’ Taurino 73’ | Marcatori |  |

| Arbitro: | Di Graci (Como) |

|                                       |           |           |
| Agate 39’ Rosafio 75’ Sciamanna 90+1’ | Marcatori | 20’ Ricci |

| Arbitro: | Maggio (Lodi) |

|                    |           |                                           |
| Pacilli 24’ (rig.) | Marcatori | 20’ (rig.) Favasuli 59’ Rosafio 71’ Fella |

| Arbitro: | Zufferli (Udine) |

|           |           |  |
| Fella 52’ | Marcatori |  |

| Arbitro: | Arace (Lugo) |

|                                                       |           |             |
| Bruno 26’ (aut.) Silvestri 48’ (aut.) Di Sabatino 68’ | Marcatori | 32’ Rosafio |

| Arbitro: | Marchetti (Ostia) |

|  |           |            |
|  | Marcatori | 61’ Paponi |

| Arbitro: | Pashuku (Albano Laziale) |

|                       |           |                              |
| Parigi 24’ Scarpa 48’ | Marcatori | 39’ Bettini 88’ (aut.) Piana |

| Arbitro: | De Angeli (Abbiategrasso) |

|                      |           |            |
| Flores Heatley 90+1’ | Marcatori | 27’ Godano |

| Arbitro: | Meleleo (Casarano) |

|             |           |                    |
| Kanouté 67’ | Marcatori | 50’ Flores Heatley |

| Arbitro: | Vigile (Cosenza) |

|               |           |            |
| Palomeque 62’ | Marcatori | 26’ Genchi |

| Arbitro: | Maranesi (Ciampino) |

|  |           |                                         |
|  | Marcatori | 51’, 58’ Sciamanna 90+3’ Flores Heatley |

| Arbitro: | Collu (Cagliari) |

|                    |           |                  |
| Flores Heatley 60’ | Marcatori | 9’ (rig.) Mangni |

| Arbitro: | Zufferli (Udine) |

|                                                         |           |  |
| Manneh 37’, 84’ Lodi 71’ (rig.) Marotta 72’ Calapai 87’ | Marcatori |  |

| Arbitro: | Cosso (Reggio Calabria) |

|                                |           |  |
| Favasuli 2’ (rig.) Rosafio 86’ | Marcatori |  |

#### Girone di ritorno
| Arbitro: | Cipriani (Empoli) |

|               |           |                           |
| De Rosa 90+3’ | Marcatori | 14’ Pinna 28’ L. Castaldo |

| Arbitro: | Di Graci (Como) |

|                         |           |  |
| Marino 47’ Caporale 88’ | Marcatori |  |

| 23 gennaio 2019 22ª giornata |  | – Turno di riposo Francavilla |  |  |

| Arbitro: | Gualtieri (Asti) |

|                    |           |               |
| De Rosa 61’ (rig.) | Marcatori | 69’ Tommasone |

| Arbitro: | Maggio (Lodi) |

|                        |           |                                                    |
| Miracoli 8’ Laezza 50’ | Marcatori | 36’ (rig.) De Rosa 55’ Fella 75’ (rig.) Sainz-Maza |

| Cava de' Tirreni 10 febbraio 2019, ore 16:30 CET 25ª giornata | Cavese            | 0 – 0 referto | Vibonese | Stadio Simonetta Lamberti (2 000 spett.)\| Arbitro: \| Giordano (Novara) \| |
| Arbitro:                                                      | Giordano (Novara) |               |          |                                                                             |

| Matera 13 febbraio 2019, ore 20:30 CET 26ª giornata | Matera         | 0 – 3 (a tavolino) | Cavese | Stadio XXI Settembre-Franco Salerno\| Arbitro: \| Carella (Bari) \| |
| Arbitro:                                            | Carella (Bari) |                    |        |                                                                     |

| Arbitro: | Donda (Cormons) |

|           |           |           |
| Fella 18’ | Marcatori | 82’ Luppi |

| Arbitro: | Cudini (Fermo) |

|                                  |           |                              |
| Tulli 62’ Taugourdeau 76’ (rig.) | Marcatori | 14’ Tumbarello 85’ Bacchetti |

| Arbitro: | Curti (Milano) |

|                |           |  |
| Fella 63’, 74’ | Marcatori |  |

| Arbitro: | Paterna (Teramo) |

|                               |           |                   |
| Paponi 51’ Carlini 76’ (rig.) | Marcatori | 27’, 53’ Pugliese |

| Arbitro: | Repace (Perugia) |

|                                   |           |  |
| Fella 5’, 45+1’ Magrassi 58’, 64’ | Marcatori |  |

| Arbitro: | Pirrotta (Barcellona Pozzo di Gotto) |

|                         |           |                                |
| Awua 12’ Negro 16’, 27’ | Marcatori | 32’, 89’ Fella 90+3’ Bacchetti |

| Arbitro: | Amabile (Vicenza) |

|  |           |                                   |
|  | Marcatori | 26’ (rig.) Fischnaller 86’ D'Ursi |

| Arbitro: | Camplone (Pescara) |

|                                     |           |  |
| Longo 36’, 56’ Guaita 44’ Ricci 77’ | Marcatori |  |

| Arbitro: | Arace (Lugo) |

|  |           |                   |
|  | Marcatori | 90+1’ Martiniello |

| Arbitro: | Clerico (Torino) |

|  |           |             |
|  | Marcatori | 33’ Rosafio |

| Arbitro: | Gualtieri (Asti) |

|                                   |           |                     |
| Magrassi 70’ De Rosa 90+2’ (rig.) | Marcatori | 8’ Bucolo 50’ Sarno |

| Arbitro: | Feliciani (Teramo) |

|                                  |           |                                    |
| Scalzone 1’, 51’, 82’ Cuppone 2’ | Marcatori | 5’ Fella 8’ Sainz-Maza 59’ Rosafio |

### Coppa Italia Serie C

#### Fase a gironi
| Squadra   | P.ti | G | V | N | P | GF | GS | DR |
| --------- | ---- | - | - | - | - | -- | -- | -- |
| Catanzaro | 6    | 2 | 2 | 0 | 0 | 7  | 3  | +4 |
| Cavese    | 3    | 2 | 1 | 0 | 1 | 3  | 5  | -2 |
| Paganese  | 0    | 2 | 0 | 0 | 2 | 1  | 3  | -2 |

| Arbitro: | Natilla (Molfetta) |

|           |           |  |
| Agate 35’ | Marcatori |  |

| Arbitro: | Pirrotta (Barcellona Pozzo di Gotto) |

|                                               |           |                         |
| Ciccone 14’, 40’ D'Ursi 23’, 70’ Celiento 57’ | Marcatori | 48’, 69’ Flores Heatley |

## Statistiche

### Statistiche di squadra
| Competizione         | Punti | In casa | In casa | In casa | In casa | In casa | In casa | In trasferta | In trasferta | In trasferta | In trasferta | In trasferta | In trasferta | Totale | Totale | Totale | Totale | Totale | Totale | D.R. |
| Competizione         | Punti | G       | V       | N       | P       | GF      | GS      | G            | V            | N            | P            | GF           | GS           | G      | V      | N      | P      | GF     | GS     | D.R. |
| -------------------- | ----- | ------- | ------- | ------- | ------- | ------- | ------- | ------------ | ------------ | ------------ | ------------ | ------------ | ------------ | ------ | ------ | ------ | ------ | ------ | ------ | ---- |
| Serie C              | 47    | 18      | 6       | 8       | 3       | 21      | 14      | 18           | 5            | 6            | 7            | 28           | 36           | 36     | 11     | 14     | 11     | 49     | 50     | -1   |
| Coppa Italia Serie C | 3     | 1       | 1       | 0       | 0       | 1       | 0       | 1            | 0            | 0            | 1            | 2            | 5            | 2      | 1      | 0      | 1      | 3      | 5      | -2   |
| Totale               | 50    | 19      | 7       | 8       | 3       | 22      | 14      | 19           | 5            | 6            | 8            | 30           | 41           | 38     | 12     | 14     | 12     | 52     | 55     | -3   |

### Andamento in campionato
| Giornata  | 1  | 2 | 3  | 4 | 5  | 6  | 7  | 8  | 9 | 10 | 11 | 12 | 13 | 14 | 15 | 16 | 17 | 18 | 19 | 20 | 21 | 22 | 23 | 24 | 25 | 26 | 27 | 28 | 29 | 30 | 31 | 32 | 33 | 34 | 35 | 36 | 37 | 38 |
| --------- | -- | - | -- | - | -- | -- | -- | -- | - | -- | -- | -- | -- | -- | -- | -- | -- | -- | -- | -- | -- | -- | -- | -- | -- | -- | -- | -- | -- | -- | -- | -- | -- | -- | -- | -- | -- | -- |
| Luogo     | T  | C | –  | T | C  | T  | C  | T  | C | T  | C  | T  | C  | T  | C  | T  | C  | T  | C  | C  | T  | –  | C  | T  | C  | T  | C  | T  | C  | T  | C  | T  | C  | T  | C  | T  | C  | T  |
| Risultato | P  | V | –  | N | N  | P  | V  | V  | V | P  | P  | N  | N  | N  | N  | V  | N  | P  | V  | P  | P  | –  | N  | V  | N  | V  | N  | N  | V  | N  | V  | N  | P  | P  | P  | V  | N  | P  |
| Posizione | 15 | 7 | 10 | 9 | 10 | 15 | 11 | 11 | 7 | 10 | 12 | 11 | 11 | 11 | 12 | 10 | 11 | 11 | 11 | 11 | 12 | 13 | 13 | 12 | 12 | 12 | 12 | 13 | 10 | 11 | 11 | 11 | 12 | 13 | 14 | 9  | 11 | 11 |

Legenda:

Luogo: C = Casa; T = Trasferta. Risultato: V = Vittoria; N = Pareggio; P = Sconfitta.